# Олаф Бйолан
О́лаф Бйо́ланн (норв. Olav Bjaaland; 5 березня 1873 — 8 червня 1961) — норвежець, чемпіон світу з лижних гонок. Відомий тим, що в 1911 році був одним з п'яти людей, які вперше досягли Південного полюса під час експедиції під проводом Руаля Амундсена.

## Біографія
Олаф Бйоланн народився в м. Моргедал (норв. Morgedal) в норвезькій провінції Телемарк. На початку ХХ ст. був одним з найкращих лижників у Норвегії. В 1902 році виграв змагання з лижного двоборства на лижному фестивалі в Голменколлені, який проводять досі.
В 1909 році Бйоланна було запрошено до Франції на змагання найкращих лижників Європи. Під час цієї подорожі Бйолан випадково познайомився з Руалем Амундсеном, який запросив його, як досвідченого лижника, приєднатися до експедиції на Північний полюс. Бйолан радо прийняв пропозицію і вони залишили Осло 7 червня 1910 року, вірячи в те, що вони прямують на Північний полюс. Проте під час експедиції було ухвалено рішення змінити курс і спробувати досягнути Південного полюса, випередивши Роберта Скотта, що, урешті-решт, їм вдалося. За свою участь в експедиції Бйолан був нагороджений медаллю за підкорення Південного полюсу (норв. Sydpolsmedaljen) — норвезькою королівською нагородою, запровадженою королем Хоконом VII в 1912 році для відзначення членів експедиції Амундсена.

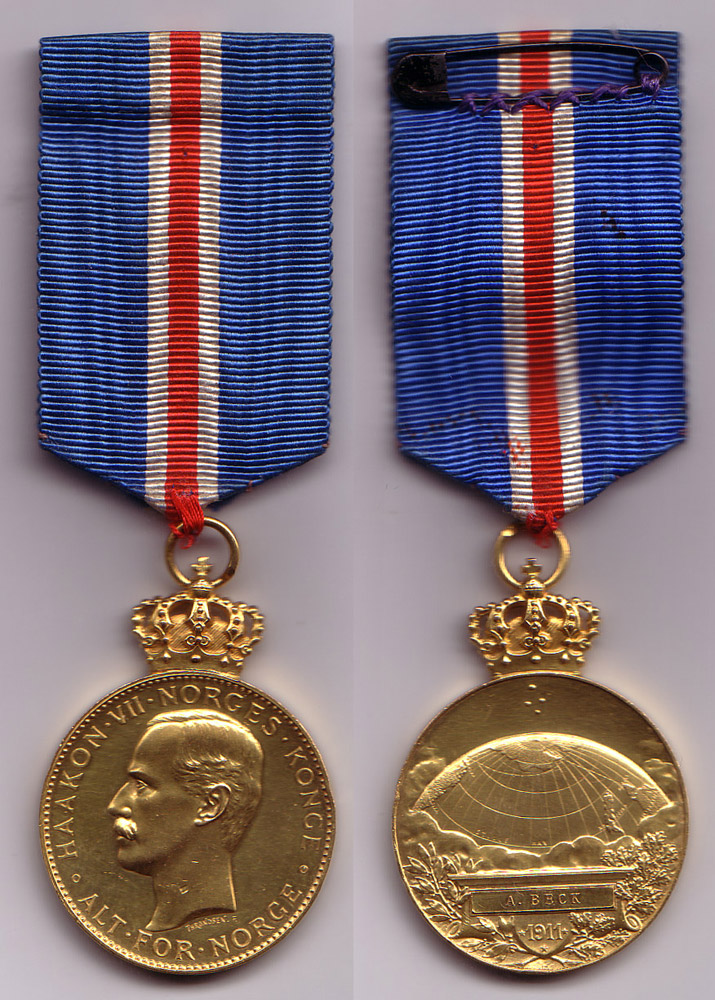
Медаль за підкорення Південного полюсу

У 1912 році Бйоланн був удостоєний медалі Голменколлена, однієї з найвищих лижних відзнак.
У 1952 році, в Осло, Бйоланн запалив факел для VI зимової Олімпіади 1952 року.
Бйоланн помер в 1961 року в 88-річному віці, з тих п'ятьох, хто підкорив полюс, він прожив найдовше і був єдиним, кому вдалося побачити прогрес, досягнутий в освоєнні Антарктики під час Міжнародного геофізичного року, включаючи спорудження постійної бази на Південному полюсі, названої «Амундсен-Скотт» на честь його керівника.